# Ponos i predrasude
Ponos i predrasude (eng. Pride and Prejudice) roman je Jane Austen, jedne od najpopularnijih britanskih spisateljica, izdan 28. siječnja 1813. U središtu radnje je obitelj Bennet s petero kćeri koju njihova majka, gđa Bennet, u što kraćem vremenu želi dobro i bogato udati.

## Društveni kontekst
U doba engleskog romantizma dolazi do uspona romana kao književne vrste, ali i viktorijanskog feminizma.
- 1740. Pamela engleskog književnika Samuela Richardsona priča je o služavki koja se uspinje u društvu. Mnogi je smatraju ranim primjerom društvenog romana.
- 1847. Jane Eyre, spisateljice Charlotte Brontë, iznosi kritiku viktorijanskih klasnih podjela i predrasuda te ograničavajućih očekivanja od žena.
- 1847. – 1848. U Sajmu taštine engleski romanopisac William Makepeace Thackeray uz pomoć lika Becky Sharp satirizira dvoličnost i neiskrenost društvenog života.
- 1905. Američki društveni roman Kuća veselja autorice Edith Wharton opisuje društvena, ekonomska i moralna ograničenja nametnuta ženama.

U Engleskoj se krajem 18. stoljeća pojavila nova književna vrsta - društveni roman, koji se udaljio od naglašavanja emocija i maštarija koje je obilježavalo romantizam. Naglasak je radije stavljan na uvjerenja, ponašanja određenih skupina ljudi i društvene strukture. Tim su romanima često dominirale žene - i kao spisateljice i kao junakinje - a upravo su zbog toga katkad pogrešno odbacivani kao trivijalni.

Romani Jane Austen najbolji su primjeri takve književnosti. U njima su blago satirizirana pravila ponašanja engleskoga ruralnog plemstva i ismijava se prenaglašeno dramatiziranje gotskog romantizma. Austen ističe vulgarnosti i nerazumnosti viših engleskih klasa: važnost položaja, stigmu društvene inferiornosti i sustav pokroviteljstva posjetima i sveopćem ogovaranju.
"Za što živimo nego radi zabave naših susjeda i da se mi smijemo njima kad za to dođe red?" - Ponos i Predrasude, 1813.

## Sadržaj
Gospodin i gospođa Bennet roditelji su pet neudanih kćeri: Jane, Elizabeth, Mary, Kitty i Lydije. Gđa Bennet usto je i opsjednuta idejom kako će što bolje udati kćeri jer će nakon suprugove smrti njihova kuća pripasti Collinsu, njihovom daljnjem rođaku. 
Kada se na obližnje imanje doseli bogati gospodin Bingley sa svojom sestrom, prijateljem, bogatim aristokratom, Fitzwilliamom Darcyem, te drugom udanom sestrom, gđom Hurst i njezinim suprugom. Na javnom balu Bingley se čini očaran Jane, dok Darcy u razgovoru s njim odbije plesati s Elizabeth smatrajući je nedovoljno lijepom naprama Jane. Elizabeth Bennet (Lizzy) slučajno biva svjedokinjom tog razgovora, te Bennetovi automatski počinju Darcya smatrati ponosnim.
Nakon bala, Jane prima pismo od gđice Bingley u kojoj je pozvana na njihovo imanje, u Netherfield. Gospođa Bennet je bila domišljata te proračunato poslala Jane da ide na konju, a ne u kočiji računajući s kišovitim vremenom. Slijedom toga, Jane se od puta razboli, te Lizzy dođe na imanje na njezin poziv. Lizzy dobije priliku bolje upoznati članove obitelji Bingley, ali i njihova prijatelja Darcyja. S njim upada u rasprave, čak na temu shvaćanja obrazovane žene. Lizzy ubrzo shvati da se Darcyjevo mišljenje o svemu uvelike cijeni. Dok se ona sve više uvjerava u njegovu oholost, on se istodobno sve više zaljubljuje u nju.
U isto vrijeme k Bennetovima dolazi i gospodin Collins, svećenik i nasljednik kuće koji želi oženiti jednu od sestara. Kada zaprosi Lizzy, ona ga odbije, što izazove njezinu svađu s majkom. Majka, naime, smatra da Lizzy neće dobiti bolju priliku od Collinsa koji uživa pokroviteljstvo velikašice Catherine de Bourgh, Darcyjeve tete. Collins se tada zaruči s Charlotte Lucas, Lizzynom najboljom prijateljicom.
U selo dolazi i vojska kojom su Lizzyne najmlađe sestre, Kitty (16) i Lydia (15), posebno očarane. Lizzy se posebno udvara Wickham, koji joj ispriča da poznaje Darcya otprije jer su zajedno živjeli na istom imanju, ali različitog društvenog statusa. Spominje da je Darcy napravio veliku pogrešku poslije očeve smrti koja je završila raskidom njihova prijateljstva. Bingley organizira privatan bal na kojem Darcy pleše samo s Lizzy koja mu daje do znanja da je otkrila da zna za njegovu prošlost s Wickhamom. Naime, Wickham se na balu nije pojavio kako bi izbjegao neugodan susret s Darcyjem.
Na Janeino zaprepaštenje, Bingley odlazi u London, te Jane također odlazi u grad, k rođacima. Nada se ponovnom susretu s njim, ali to se ne dogodi, a njegove sestre joj jasno dadu do znanja da nisu zainteresirane za njezino prijateljstvo.
Lizzy odlazi k Charlotte da pravi društvo njoj i svom rođaku. Collins ih odvodi k ledi Catherine de Bourgh koja je njegova pokroviteljica. Tamo sreće Darcya, koji je nakon nekog vremena zaprosi. Spominje da osjeća žarku strast prema njoj, čak protiv svog boljeg razuma i spoznaji o nejednakost statusa. Lizzy ga odbije, optuživši ga za Janeinu i Wickhamovu nesreću. Nešto kasnije on joj piše pismo u kojem iznosi svoje stajalište oko pojedinih događaja. Razjašnjava da je Janeino ponašanje protumačio kao ravnodušno u usporedbi s Bingleyjevom naklonošću te da su članovi njezine obitelji odavali dojam da je za njih to brak iz čiste koristi. Nadalje tvrdi da je Wickham bio raskalašen čovjek koji je imao probleme s kockom. Čak je zaveo Darcyevu tada šesnaestogodišnju sestru nadajući se njezinom mirazu i nasljedstvu. Darcy ga je nakon svega razbaštinio i prekinuo svaki kontakt.
Lizzyna najmlađa sestra Lydia prima poziv da se pridruži vojnicima u Brightonu. Kasnije, Lizzy, provodeći praznike kod tetke i tetka - Gardinerovih, zajedno s njima odlazi na Pemberley, Darcyevo imanje, misleći da on nije na imanju. No vidi ga s njegovom sestrom Georgianom. Kada se ona i Darcy konačno počinju zbližavati, stigne vijest o Lydijinom bijegu s Wickhamom. To je bio veliki skandal za obitelj Bennet koja se strahovala da je time ugrožena budućnost svake preostale kćeri. Lizzy se vraća kući, a ubrzo dolaze i Wickham i Lydia vjenčani. Lydia slučajno izda sestri da ih je Darcy našao i bio svjedok na njihovom vjenčanju. To uvjeri Lizzy da je Darcy krajnje dostojan partner za nju.
K Bennetovima nakon Lydijina i Wickhamova odlaska dolazi ledi Catherine de Bourgh, tražeći od Lizzy da se odrekne svoje ljubavi prema Darcyu koju je otkrila, no Lizzy to odbije. Ledi de Bourgh odlazi k Darcyu i otkrije mu da ga Elizabeth voli. Nakon toga i Bingley se vraća u Netherfield, te zaprosi Jane, a Darcy Elizabeth. Knjiga završava njihovim vjenčanjima.
Suptilnom duhovitošću i ironijom, Austen jasno pokazuje da dobro podrijetlo nije nužno jednako što i dobro ponašanje (iako dobro ponašanje može upućivati na visoka moralna mjerila). Premda svijet navedenog romana možda djeluje suženo, ipak vješto preispituje pravila ponašanja i moralnost svojega vremena.

## Adaptacije
Ponos i predrasude je najviše puta adaptirano djelo Jane Austen:
- 1940. film Pride and Prejudice s Greer Garson kao Elizabeth Bennet, te Laurencom Olivierom
- 1980. TV serija Pride and Prejudice s Elizabeth Garvie te Davidom Rintoulom
- 1995. TV serija Pride and Prejudice s Jennifer Ehle i Colinom Firthom
- 2004. Bollywoodska verzija Bride and Prejudice s Aishwaryom Rai
- 2005. Pride and Prejudice s Keirom Knightley i Matthewom Macfadyenom

## Vanjske poveznice
- http://www.gutenberg.org/etext/1342
- http://www.pemberley.com/janeinfo/janeinfo.html
- http://www.janeausten.co.uk/